# Paranthrene pellucida
Paranthrene pellucida is een vlinder uit de familie wespvlinders (Sesiidae), onderfamilie Sesiinae.
Paranthrene pellucida is voor het eerst wetenschappelijk beschreven door Greenfield & Karandinos in 1979. De soort komt voor in het Nearctisch gebied. Het holotype is afkomstig uit de Amerikaanse staat Wisconsin. De soort lijkt erg op Paranthrene simulans.